# Entrevista de Bordighera

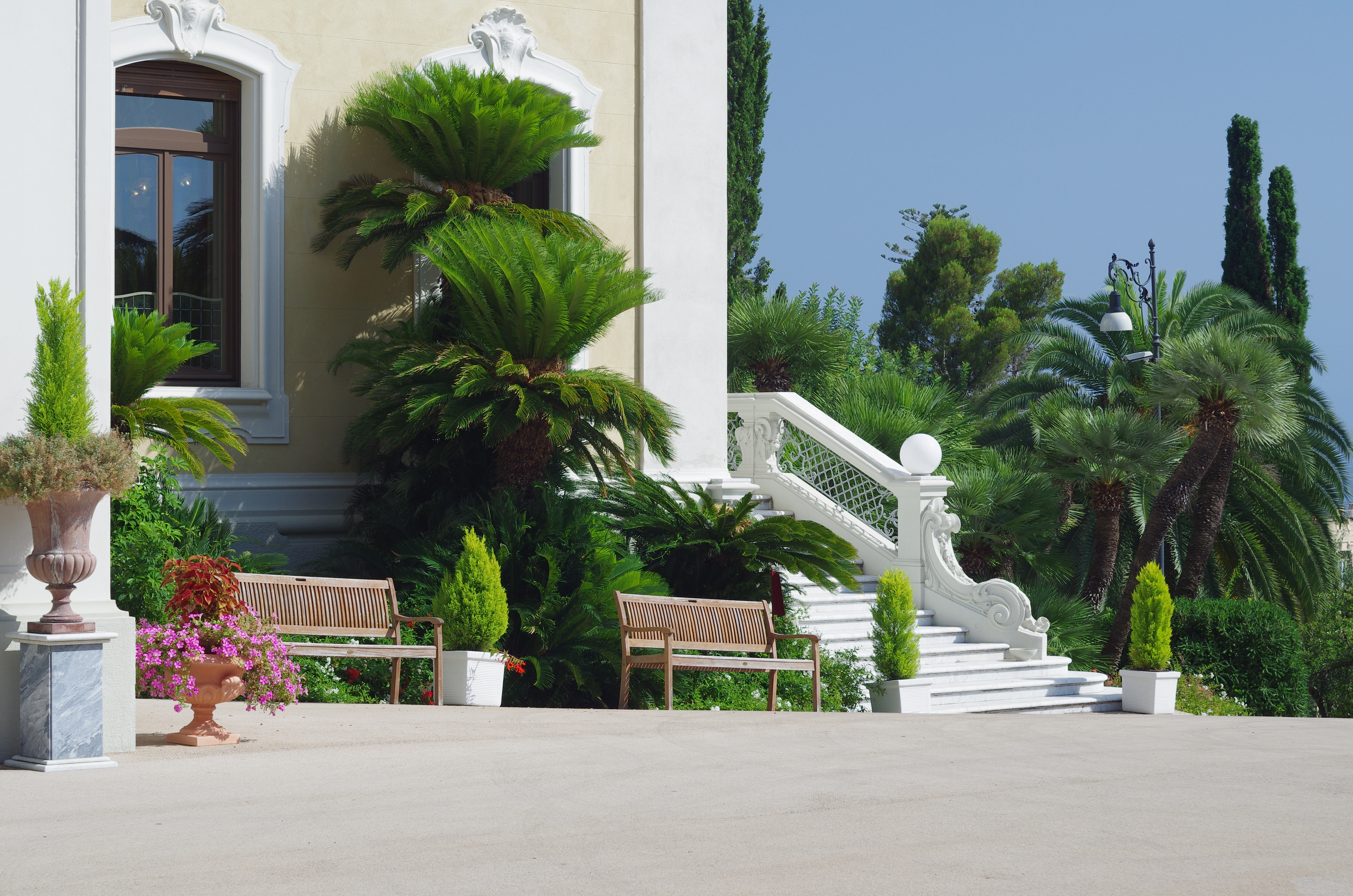
Vil·la Margherita de Bordighera, a on es van allotjar el general Franco, el seu ministre d'Afers Estrangers, Ramón Serrano Suñer, i el seguici que els acompanyava.

L'entrevista de Bordighera o reunió de Bordighera, va ser una trobada que va tenir lloc a la localitat transalpina italiana de Bordighera el 12 de febrer de 1941, en la qual Francisco Franco es va entrevistar amb Benito Mussolini, per indicació d'Adolf Hitler.

## Antecedents
La desastrosa invasió de Grècia per Mussolini va provocar que l'Oberkommando der Wehrmacht plantegés la necessitat de l'assalt de Gibraltar per tancar el Mediterrani als britànics que estaven donant suport als grecs. A diferència del succeït durant l'entrevista a Hendaia, «solament aleshores, per primera vegada, Hitler va estar prou decidit per l'entrada d'Espanya en la contesa com per forçar el pas i pressionar a Franco».
El 12 de novembre de 1940 Hitler va ordenar l'inici dels preparatius de l'operació Fèlix. Dos dies més tard l'ambaixador alemany li comunicava a Serrano Suñer la invitació del Führer perquè s'entrevistés amb ell a Berchtesgaden. Franco va reunir els seus ministres militars que van estudiar un document elaborat per l'Estat Major de l'Armada, del que formava part el capità de navili Luis Carrero Blanco, en què s'assenyalava la debilitat marítima espanyola davant d'una interferència de la Royal Navy i els costs econòmics d'entrar a la guerra, per la qual cosa s'aconsellava que no s'emprengués cap acció bèl·lica contra Gibraltar mentre Gran Bretanya conservés el control del canal de Suez.

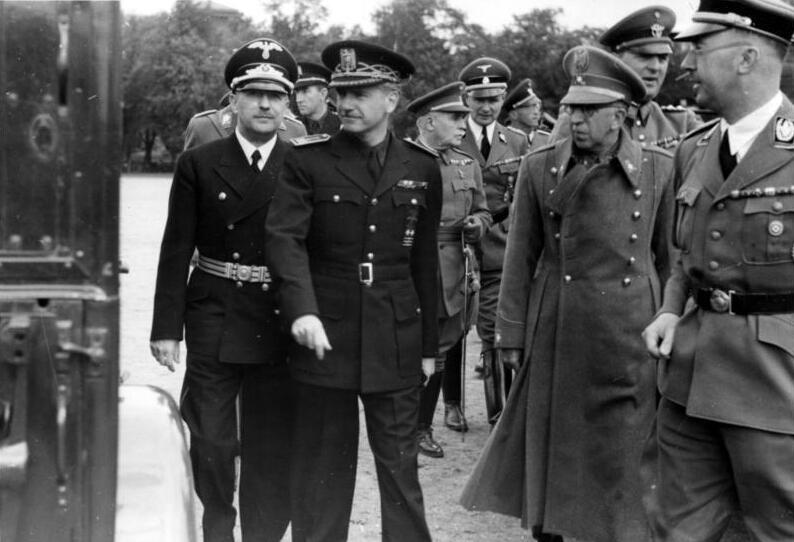
Visita a Berlín del «cuñadísimo» Ramón Serrano Suñer (setembre de 1940)

El 19 de novembre es va celebrar l'entrevista de Hitler i Serrano Suñer a Berchtesgaden. Hitler li va parlar de l'absoluta necessitat de «tancar el Mediterrani» als britànics prenent Suez i Gibraltar per al que era imprescindible que Espanya entrés a la guerra i permetés el pas de les tropes alemanyes per atacar Gibraltar. Serrano Suñer el va respondre que si Alemanya no proporcionava els subministraments que se li havien demanat, Espanya depenia de la bona voluntat de l'Armada britànica per aconseguir-los, i a més a més li va recordar la vaguetat de l'acord aconseguit en el protocol secret d'Hendaia respecte de les reivindicacions espanyoles al nord de l'Àfrica. Serrano Suñer va tornar a Madrid, on el general Franco va recolzar completament la seva actitud.
Hitler va decidir aleshores d'enviar a Madrid l'almirall Canaris perquè s'entrevistés amb el general Franco. El 7 de desembre de 1940 va tenir lloc la trobada en què aquell li va transmetre la petició de Hitler que el 10 de gener permetés el pas per territori espanyol de les divisions alemanyes que atacarien Gibraltar, prometent-li que els subministraments que havia demanat se li lliurarien després. Franco va respondre que no podia complir amb el termini fixat a causa de la difícil situació alimentària que travessava Espanya en aquells moments i que el feien dependre de la bona voluntat de Gran Bretanya perquè arribessin les trameses de blat que necessitava en canvi de mantenir-se neutral. A més a més va al·legar que la captura de Gibraltar podia suposar la pèrdua de les illes Canàries a les mans dels britànics, amb el que Franco per primera vegada posava en dubte la ràpida victòria de l'Eix, una idea que compartia el propi almirall Canaris, i que a més a més estava en desacord amb «el fraudulent joc que es practicava amb els espanyols», segons va confessar més tard a un alt comandament alemany. Segons Paul Preston, «la llista de la compra del Cabdill continuava sent enorme, incloent vasts territoris colonials francesos, i ara Hitler no l'oferia més que convertir Gibraltar en una base alemanya i tornar-la-hi a Espanya després de la guerra».
Wilhelm Canaris va informar que el general Franco li havia explicat que «Espanya podia entrar en guerra solament en el moment en què Anglaterra estigués al caire del col·lapse». Davant el fracàs de la missió de Canaris, Hitler va ordenar interrompre la «operació Félix». Goebbels va anotar en el seu diari: «Franco no està complint la seva part. Probablement és incapaç de fer-ho. No té caràcter. I la situació dintre d'Espanya és tot menys feliç. El fet que no tinguem Gibraltar és un seriós cop».Així doncs, «va ser la fam el que va obligar a Franco a tirar-se enrere en el moment decisiu». Així ho va reconèixer Serrano Suñer davant l'ambaixador d'Itàlia el 8 de gener: «Si Espanya hagués obtingut d'Alemanya el necessari, no per engrossir les seves reserves, sinó per a la supervivència quotidiana, Espanya ja seria a la guerra al costat de l'Eix. Malauradament, això no havia succeït, i el govern espanyol va haver d'acontentar-se amb l'odiós xantatge d'Anglaterra i dels Estats Units. Digui-li a Mussolini que, malgrat tots els obstacles, Espanya està preparant-se seriosament en l'esfera militar per estar a punt en futures temptatives».
També va influir en la decisió de Hitler de suspendre l'«operació Félix» la derrota de Marsa Matruk que van sofrir les forces italianes al nord de l'Àfrica -el mateix dia de l'entrevista entre Canaris i Franco-, el que donava fi a l'intent d'invasió d'Egipte, i a partir de la qual havien començat a retrocedir cap a Trípoli empesos per l'avenç britànic -el que se sumava a les greus pèrdues sofertes per la marina italiana a la batalla de Tàrent-.
Un últim intent per canviar la posició de Franco va tenir lloc el 20 de gener de 1941 quan l'ambaixador alemany von Stohrer es va entrevistar amb el «Generalíssim» per transmetre-li la decisió del seu govern per la que se'l comminava que en un termini màxim de vint-i-quatre hores entrés a la guerra del costat de l'Eix. Franco va demanar més temps, i tres dies més tard van tornar a reunir-se. Aquesta vegada Stohrer duia un memoràndum de sis punts que concloïa així: «el govern alemany actua d'aquesta manera a fi d'evitar que Espanya emprengui a darrera hora un camí que, segons la seva ferma convicció, només pot acabar en catàstrofe; doncs llevat que el Cabdill decideixi immediatament unir-se a la guerra de les potències de l'Eix, el govern alemany no pot sinó preveure el fi de l'Espanya nacional» -Stohrer també era portador d'un missatge de Joachim von Ribbentrop: «Sense l'ajut del Führer i el Duce avui no n'hi hauria Espanya nacional ni Cabdill»-. El 27 de gener van mantenir una tercera entrevista en la qual Stohrer li va demanar «una vegada més al general Franco, una resposta clara» -el missatge de Ribbentrop que havia de transmetre Stohrer era encara més contundent: «Només l'entrada immediata d'Espanya a la guerra posseeix valor estratègic per a l'Eix i solament amb una ràpida entrada pot encara el general Franco prestar a canvi un útil servei a l'Eix» -. Però Franco va continuar sense fixar una data per a l'entrada a la guerra.
A la primera de les entrevistes Franco li va assegurar a von Stohrer que «la seva fe a la victòria d'Alemanya encara era la mateixa» i va insistir que «no era qüestió de si Espanya entraria o no en guerra; això s'havia decidit a l'entrevista a Hendaia. Només era qüestió de quan».12 A la tercera li va exposar que «la data de la nostra entrada a la guerra està condicionada per requisits molt inequívocs i concrets, que no són pretexts per endarrerir l'entrada a la guerra fins al moment en què puguin recollir-se els fruits d'una victòria aconseguida per altres... Espanya desitja contribuir materialment a la victòria, entrar a la guerra i sortir d'ella amb honors».
Hitler li va demanar aleshores a Mussolini que intentés convèncer Franco i Galeazzo Ciano va arreglar una trobada entre els dos a Bordighera per als dies 12 i 13 de febrer de 1941, invitació que «Franco va acceptar de mal grat».

## Entrevista

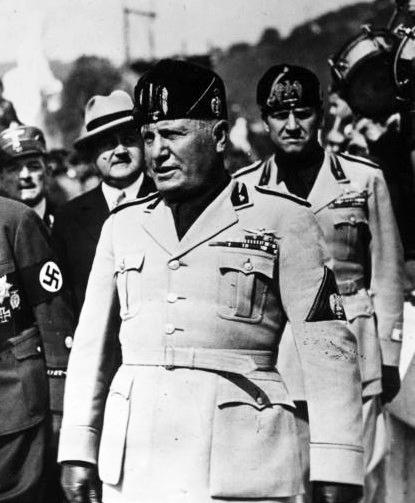
Mussolini i el comte Ciano, a segon pla.

El «Cabdill», que desconfia dels avions des que José Sanjurjo i Emilio Mola van morir en sengles accidents aeris, va preferir acudir a Itàlia per tren, creuant la França de Vichy. El viatge va ser secret. Abans de partir, Franco, previngut, signa un protocol que deixa el govern a les mans d'un directori format pels generals Vigón, Varela i Bilbao, durant les hores que romangui fora del territori nacional.
L'entrevista se celebra al poblet fronterer de Bordighera, en la Vil·la Regina Margherita, i dura quatre hores i mitja en dues sessions. Franco es presentarà amb Serrano Suñer a l'entrevista. Galeazzo Ciano no va assistir a la conferència per trobar-se en el front grec com a pilot actiu.
Franco va exposar a Mussolini que si no rebia d'Alemanya els subministraments que havia sol·licitat l'entrada a la guerra era impossible. També es va referir a la incomprensió alemanya sobre les «aspiracions seculars» del poble espanyol amb referència a les reivindicacions territorials que havia plantejat i de les que no havia rebut cap garantia. Franco va dir finalment que «l'entrada espanyola a la guerra depenia d'Alemanya més que d'Espanya; com més aviat enviés Alemanya l'ajut, més aviat podria Espanya fer la seva contribució a la causa mundial feixista». Mussolini no va insistir massa perquè, com va comentar als seus col·laboradors, «Com pots empènyer a una nació a la guerra amb reserves de pa solament per a un dia?». El govern alemany, d'altra banda, va considerar que el fracàs de l'entrevista significava la negativa definitiva de Franco a entrar a la guerra per la qual cosa va donar instruccions al seu ambaixador perquè abandonés el tema.
Mussolini no va fer al·lusió en cap moment de l'entrevista a l'ajut que la Itàlia feixista va prestar al general Franco durant la Guerra Civil Espanyola. El Duce va exposar la seguretat que tenia l'Eix d'assolir la victòria total. Opinava a més a més Mussolini que Espanya no podia romandre al marge de la guerra que ja es considerava guanyada per l'Eix, perquè la neutralitat significava perdre els avantatges d'unir-se als vencedors, però la forma i data de l'entrada d'Espanya en el conflicte depenien exclusivament de Franco.
L'entrevista va acabar prenent nota Mussolini de les dues condicions que Espanya exigia com a preu de la seva entrada a la guerra: 
- Satisfacció immediata de les demandes de blat, armament i carburant;
- Revisió de les concessions territorials que Espanya rebria al nord de l'Àfrica i la seva principal reclamació, Gibraltar.

De tornada a Espanya Franco es va entrevistar a Montpeller amb Pétain, qui el va trobar com sempre, «tan ventrut, tan pretensiós».